# النسر الطائر (نجم)
النسر الطائر هو نجمٌ يقع في كوكبة العقاب ويشكل رأس العقاب، وقد سمي كذلك لأنه مع النجمين الذين بجانبيه هما أيضاً ضمن كوكبة العقاب، يشكلون نسرٍ بَسَطَ أجنحته. ويمكن مشاهدته من نصف الكرة الشمالي وهو أكثر نجومها لمعاناً. كما أنه واحدٌ من أشد النجوم سطوعا و المعها.
ويحتل المرتبة الثانية عشرة كألمع نجم في سماء الليل. يبلغ قدره الظاهري 77و0. وهو نجم أبيض اللون من النمط الطيفي (ء)، درجة حرارة سطحه 7550 كلفن، يبعد عنا 8و16 سنة ضوئية أحد أقرب النجوم التي تُرى بالعين المجردة.
يشكل مع نجمي النسر الواقع وذنب الدجاجة مثلث الصيف، إلا أنه أبرد منهما (إذ تبلغ درجة حرارة سطح النسر الواقع 9500 كلفن، بينما تبلغ درجة حرارة سطح ذنب الدجاجة 400.8 كلفن)، كما أنه أقل سطوعاً منهما، ومع ذلك فهو أكثر من سطوع شمسنا بـ 6.10 مرة، وهو مثل شمسنا في مرحلة التسلسل الرئيسي.
يتحرك في السماء على خلفية النجوم بشكل أسرع من غيره، وينزاح بمقدار درجة خلال 000.5 سنة. ويتميز بسرعة دورانه حول نفسه، تبلغ سرعته 210 كيلومترات/ ثانية، وهذه سرعة مذهلة إذا ما قارناها مع سرعة دوران شمسنا حول نفسها والتي تبلغ 2 كيلومتر/ثانية.
يشكل هو ونجم النسر الواقع زاوية 45 مع رأس كوكبة الدجاجة.
يبعد عن الأرض مسافة 16.8 سنة ضوئية, وهو من أقرب النجوم رؤيةً وظهوراً للعين المجردة جنباً إلي جنب مع المجموعة النجمية (غاما) والمجموعة النجمية (بيتا). هذا النجم كما قلنا من نجوم السلسلة (أ) مع ما يقارب 1.8 مرة من كتلة الشمس وأكثر بـ 11 مرة من لمعانها. له سرعة دوران عالية فيمضي 9 ساعات فقط ليدور 360 درجة.
وعلى سبيل المقارنة، فإن سرعة دوران الشمس يتطلب أكثر من 25 يوم لدورة كاملة.
بسبب سرعة دورانه بعد مضي قرون سيصبح سطحه مسطح !! ويظهر ذلك حينما نعلم أن قطره الاستوائي أكبر من قطره القطبي بـ 20 %. وقد أظهرت قياسات القمر الصناعي التي أحرزت عام 1999 أن سطوع نجم (Altair الطاير) يتقلب قليلاً, فأحياناً يقل عن 1/1000 من قوته الأصلية. ونتيجة لذلك تم التعرف عليه عام 2005 كنجم متغير القوة, ويمكن أن يقترب منحنى الضوء عن طريق جمع عدد من موجات الجيب (sine) مع فترات تتراوح 0.8 ساعة و 1.5 ساعة.

## التفلطح الكرويودرجة حرارة السطح

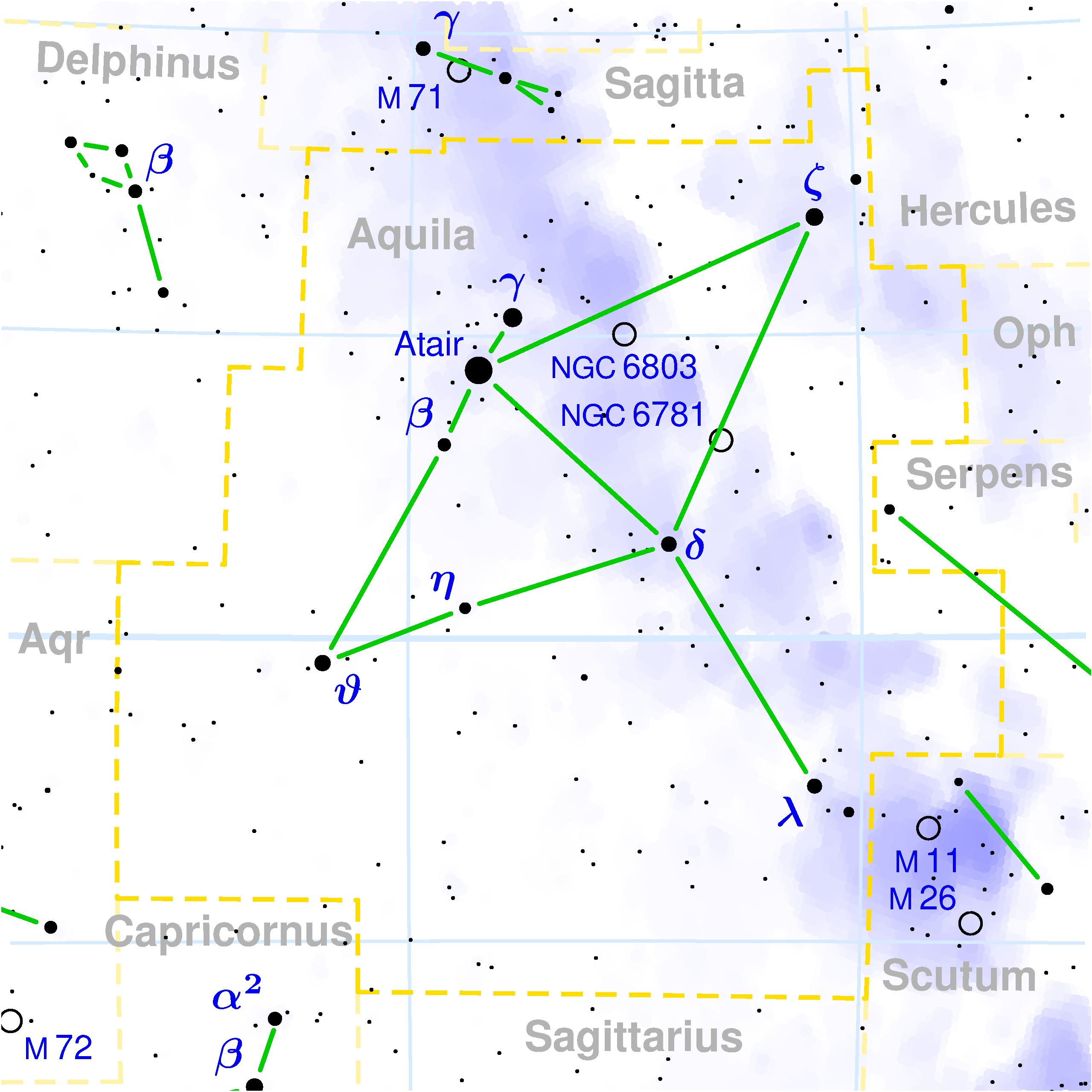
كوكبة النسر الطائر وفي مقدمتها نجم النسر الطائر

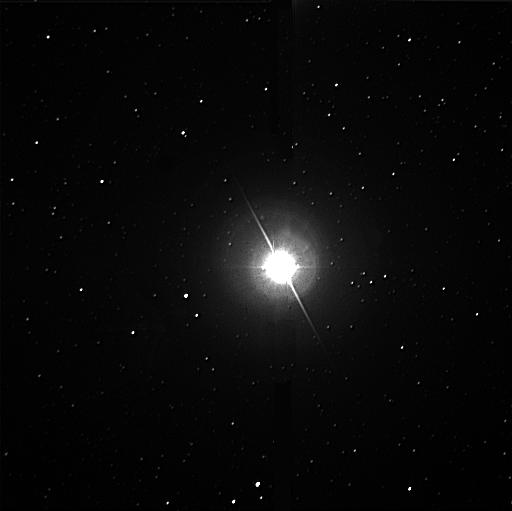
النسر الطائر.

وقد تم قياس القطر الزاوي لهذا النجم بواسطة روبرت هانبوري براون وزملاؤه في مرصد نارابي في الستينات من القرن التاسع عشر.
وعلى الرغم من أن (هانبوري) وزملائه وآخرون قد أدركوا أن النجم بسبب سرعة دورانه فإنه يتسطح بمرور الزمن.
وقد لوحظ في وقت لاحق نجم (Altair الطاير) بواسطة الأشعة تحت الحمراء لقياس التداخل أن القياسات التي أدلى بها التداخل في المرحلة التجريبية بواسطة الــ (بالومار) عامي 1999 و2000. وقد نشر هذا العمل (ج. ت. فان بيلل) عام 2001.
تقول النظرية أنه نظراً لدورانه السريع وجاذبية سطحه ودرجة حرارته العالية ينبغي أن تكون أقل عند خط الاستواء، مما يجعل من خط الاستواء أقل ضوءاً عند الطرفين.
وتم التأكيد عن هذه الظاهرة التي تعرف باسم الجاذبية المظلمة أو تأثير (فون زيبيل) للنجم بواسطة القياسات التي أدلى بها نموذج التداخل الضوئي البحري عام 2001 وتحليلها بواسطة (أوهيشي) وآخرون عام 2004، و(بيترسون) وآخرون عام 2006، و(أ. دوميكيانو دي سوزا) عام 2005. وقد تم التحقق من خطورة السواد باستخدام القياسات التي أدلى بها (بالومار).
نجم الطاير هو واحد من النجوم القليلة التي تم الحصول على صورة واضحة لها، في عامي 2006-2007 بواسطة (موناير) وزملاؤه صنعوا صور من سطح نجم (Altair الطاير). والصورة زائفة الألوان تم نشرها عام 2007 والتي يمكن أن تُرى من الأعلى ومن اليسار، وقد تظهر مناطق أكثر إشراقاً من غيرها ومناطق بيضاء وزرقاء وغيرها.

## أصل التسمية
استخدِم اسم (Altair) منذ العصور الوسطى, وهو اختصار للكلمة العربية : (النسر الطائر).. وللكلمة الإنجليزية (The Flying Eagle)
وقد ظهر مصطلح النسر الطائر في دليل عالم الفلك المصري محمد الاخصاصي الموقت, التي تُرجِمت إلى اللغة اللاتينية باسم (Vultur Volans).

## نجوم عربية أخرى
| الاسم العربي   | الاسم الإنجليزي  |
| -------------- | ---------------- |
| مؤخر يد الحواء | Epsilon Ophiuchi |
| مقدم يد الحواء | Delta Ophiuchi   |
| الكرسي         | Beta Eridani     |
| الذراع الأيمن  | Alpha Cephei     |
| آخر النهر      | Theta Eridani    |
| الفرق          | Cephei           |
| النسر الطائر   | Altair           |
| اللسعة         | Upsilon Scorpii  |
| الغراب         | Delta Corvi      |
| عرجة النهر     | Tau2 Eridani     |
| البردون        | Epsilon Centauri |
| البالع         | Epsilon Aquarii  |

## اقرأ أيضا
- منكب الجوزاء
- الجبار (كوكبة)
- نطاق الجبار
- مسدس الشتاء
- النظام (الجبار)
- الشعرى اليمانية
- قائمة أسماء النجوم العربية
- فريق عمل الاتحاد الفلكي الدولي للأسماء النجوم

## وصلات خارجية
- Imaging the Surface of Altair, University of Michigan news. release detailing the CHARA array direct imaging of the stellar surface in 2007.
- PIA04204: Altair, NASA. Image of Altair from the Palomar Testbed Interferometer.
- Altair at SolStation.
- Secrets of Sun-like star probed, BBC News, June 1, 2007.
- Astronomers Capture First Images of the Surface Features of Altair, astromart.com.
- صورة للنسر الطائر من أطلس علاء الدين السماوي.